# Pytilia
Pytilia là một chi chim trong họ Estrildidae.